# کنی فان هومل
کنی فان هومل (هلندی: Kenny van Hummel؛ زادهٔ ۳۰ سپتامبر ۱۹۸۲) دوچرخه‌سوار اهل هلند است.
از باشگاه‌هایی که در آن رکاب زده‌است می‌توان به تیم سانوب، تیم دوچرخه‌سواری وکانسولیل–دی‌سی‌ام، و اندرونی جوکاتولی–سیدرمک اشاره کرد.